# 朱帥𨨢
朱帥𨨢是明代慶藩宗室，崇禎十七年（1644年）曾在德州被立為濟王。

## 史實[1]
崇禎十七年（1644年）四月八日，由權將軍郭陞率領的李自成軍佔領了濟南府德州，任命了武德道閻傑、知州吳徵文等一批地方官。四月二十七日，以盧世㴶、趙繼鼎、李讚明、程先貞等和生員謝陛、馬元騄經過周密的準備之後，利用瘟司降辰之日，乘全城人出城外看戲的時候，關閉城門，將其地方官一網打盡，並在城上樹起「大明中興」的旗幟。這就是史書里的德州起義。推舉逃難到該地的順天府香河知縣、明朝宗室奉國中尉朱帥𨨢稱濟王。濟王政權活動最顯著的實績是向北直隸到長江以北地區發布驅逐李自成政權派遣地方官僚的檄文，結果是各地群起響應，濟南府、東昌府、青州府、河間府、大名府、真定府、廣平府所屬40餘個州縣恢復了明朝的統治體制，在江南鼓舞了誕生不久的南明弘光政權。順治元年（1644年）七月十九日，朱帥𨨢於在七月十九日上書歸順清朝。
多爾袞率領清兵入關後，於順治元年五月下令：「故明諸王來歸者，不奪其爵」。同年六月，「故明宗室朱帥𨨢具啓投誠」，多爾袞「嘉其知命來歸」，後來他被任爲保定知府。